# Галио
Галио (итал. Gallio) је насеље у Италији у округу Виченца, региону Венето.
Према процени из 2011. у насељу је живело 1460 становника. Насеље се налази на надморској висини од 1065 м.

## Становништво
| 1951. | 1961. | 1971. | 1981. | 1991. | 2001. | 2011. |
| ----- | ----- | ----- | ----- | ----- | ----- | ----- |
| 2.817 | 2.329 | 2.177 | 2.144 | 2.208 | 2.336 | 2.413 |